# Andrew Earl
Andrew Earl est un joueur australien de volley-ball, né le 15 septembre 1982 à Adélaïde (Australie-Méridionale). Il mesure 1,96 m et joue réceptionneur-attaquant.

## Clubs
| Club               | Pays               | De        | À         |
| ------------------ | ------------------ | --------- | --------- |
| Vigo Karpin        | Espagne            | 2002-2003 | 2003-2004 |
| Bayer Wuppertal    | Allemagne          | 2004-2005 | 2004-2005 |
| PKE-Polska Energia | Pologne            | 2005-2006 | 2005-2006 |
| VK Kladno          | République tchèque | 2006-2007 | 2007-2008 |
| OK Maribor         | Slovénie           | 2008-2009 | 2008-2009 |

## Palmarès
- Championnat d'Asie et d'Océanie
  - Vainqueur : 2007
  - Finaliste : 2001